# Orhy
De Orhy is een 2017 meter hoge berg in Westelijke Pyreneeën. De berg vormt de meest westelijke tweeduizender van de Pyreneeën. De top van de berg, in het Frans Pic d'Orhy, is 2017 meter hoog en ligt exact op de staatsgrens tussen Frankrijk en Spanje, die hier gelijk loopt met de hoofdkam van de Pyreneeën. De berg ligt eveneens op de Europese waterscheiding tussen de Gave de Larrau in het noordoosten en de Río Urchuria in het zuidwesten.
De top ligt op de grens van de gemeentes Larrau en Ochagavía en vormt het hoogste punt van de Soule, een deel van Frans Baskenland.